# Contea di Brown (Kansas)
La contea di Brown in inglese Brown County è una contea dello Stato del Kansas, negli Stati Uniti. La popolazione al censimento del 2000 era di 10 724 abitanti. Il capoluogo di contea è Hiawatha.